# 크리스토퍼 카제노브
크리스토퍼 캐즈노브(1943년 12월 17일 ~ 2010년 4월 7일)는 잉글랜드의 배우이다.

## 출연 작품
- 아주 특별한 약속